# إميليا مارشال
إميليا مارشال (بالإنجليزية: Amelia Marshall)‏ هي ممثلة أمريكية، ولدت في 2 أبريل 1958 بألباني في الولايات المتحدة.

## وصلات خارجية
- إميليا مارشال على موقع IMDb (الإنجليزية)
- إميليا مارشال على موقع ألو سيني (الفرنسية)
- إميليا مارشال على موقع قاعدة بيانات برودواي على الإنترنت (الإنجليزية)
- إميليا مارشال على موقع قاعدة بيانات الفيلم (الإنجليزية)
- إميليا مارشال على موقع كينوبويسك (الروسية)